# ژان فیلیپ سشه
ژان فیلیپ سشه (انگلیسی: Jean-Philippe Séchet؛ زادهٔ ۱۶ ژوئیهٔ ۱۹۶۵) بازیکن فوتبال اهل فرانسه است.
از باشگاه‌هایی که در آن بازی کرده‌است می‌توان به باشگاه فوتبال نانسی، باشگاه فوتبال سن-اتین، باشگاه فوتبال زاربروکن، باشگاه فوتبال پاری سن ژرمن، و باشگاه فوتبال متس اشاره کرد.